# Монтори
Монтори́ (фр. Montory) — коммуна во Франции, находится в регионе Аквитания. Департамент — Атлантические Пиренеи. Входит в состав кантона Монтань-Баск. Округ коммуны — Олорон-Сент-Мари.
Код INSEE коммуны — 64404.

## География

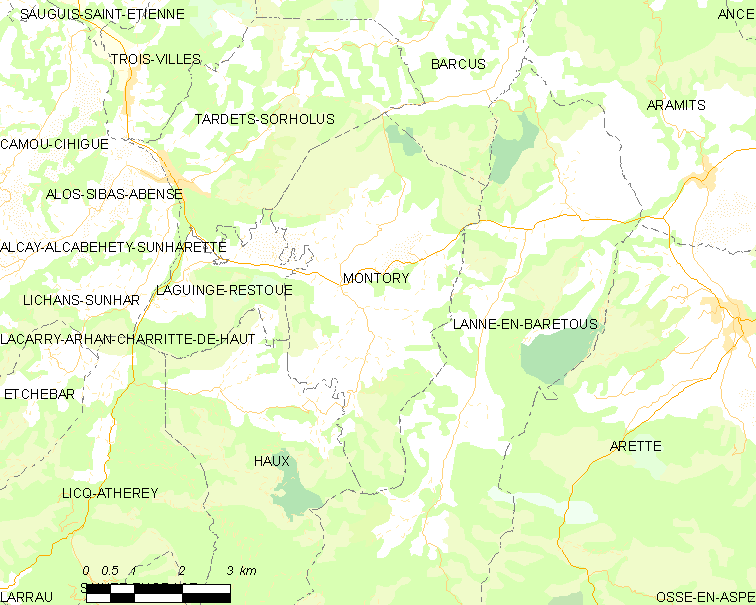
Карта коммуны

Коммуна расположена приблизительно в 690 км к югу от Парижа, в 195 км южнее Бордо, в 45 км к юго-западу от По.
По территории коммуны протекают реки Меэн (англ. Mehène) и Апаниз (англ. Apanise).

### Климат
Климат тёплый океанический. Зима мягкая, средняя температура января — от +5°С до +13°С, температуры ниже −10 °C бывают редко. Снег выпадает около 15 дней в году с ноября по апрель. Максимальная температура летом порядка 20-30 °C, выше 35 °C бывает очень редко. Количество осадков высокое, порядка 1100 мм в год. Характерна безветренная погода, сильные ветры очень редки.

## Население
Население коммуны на 2010 год составляло 327 человек.
| 1962 | 1968 | 1975 | 1982 | 1990 | 1999 | 2010 |
| ---- | ---- | ---- | ---- | ---- | ---- | ---- |
| 562  | 502  | 398  | 371  | 379  | 349  | 327  |

## Администрация
| Период | Период | Фамилия      | Партия | Примечания |
| ------ | ------ | ------------ | ------ | ---------- |
| 1983   | 2001   | Пьер Бозом   |        |            |
| 2001   | 2020   | Роже Лаперад |        |            |

## Экономика
В 2010 году среди 197 человек трудоспособного возраста (15-64 лет) 148 были экономически активными, 49 — неактивными (показатель активности — 75,1 %, в 1999 году было 73,3 %). Из 148 активных жителей работали 143 человека (75 мужчин и 68 женщин), безработных было 5 (2 мужчин и 3 женщины). Среди 49 неактивных 16 человек были учениками или студентами, 25 — пенсионерами, 8 были неактивными по другим причинам.

## Фотогалерея

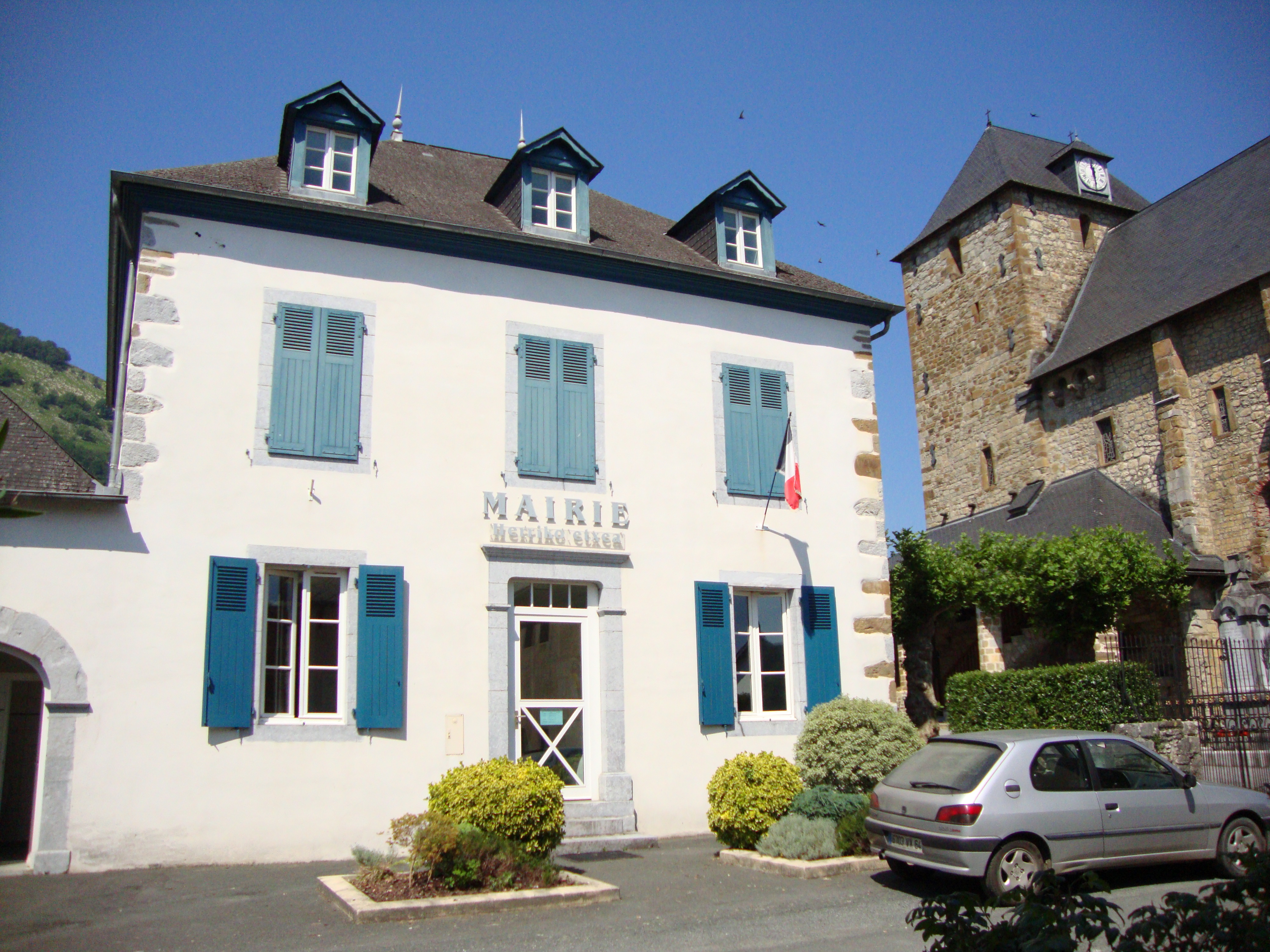
Мэрия
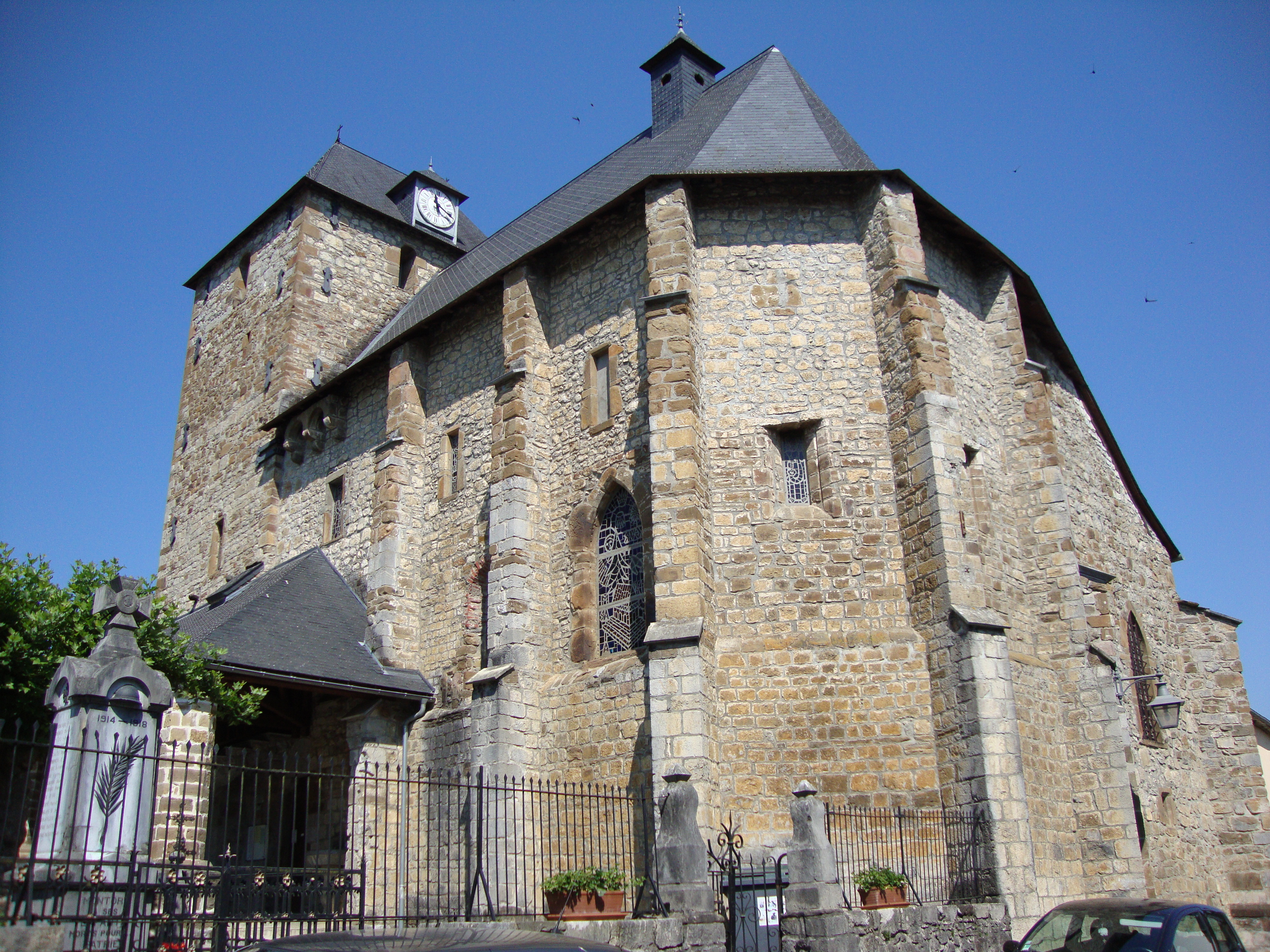
Церковь
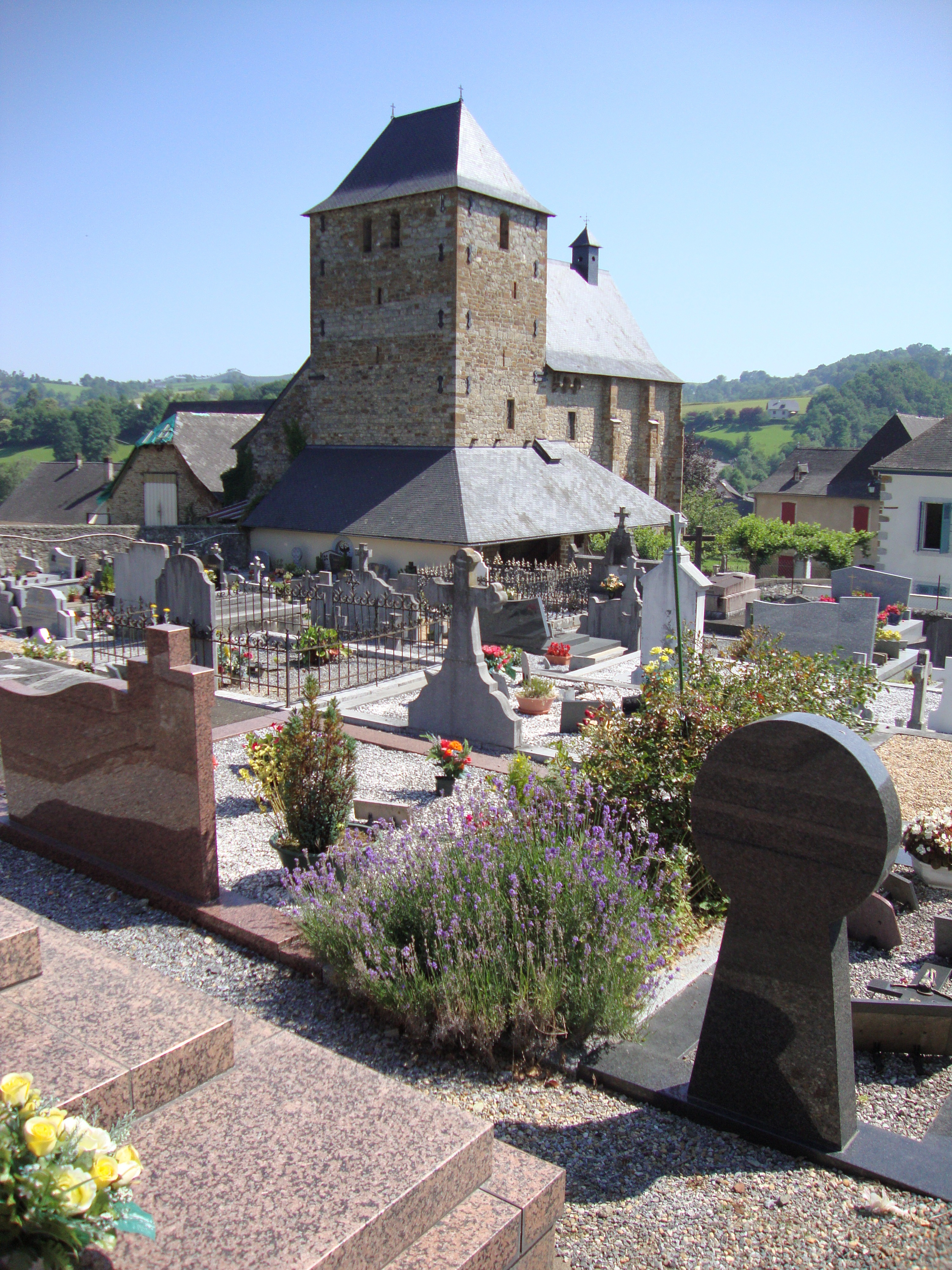
Церковь и кладбище
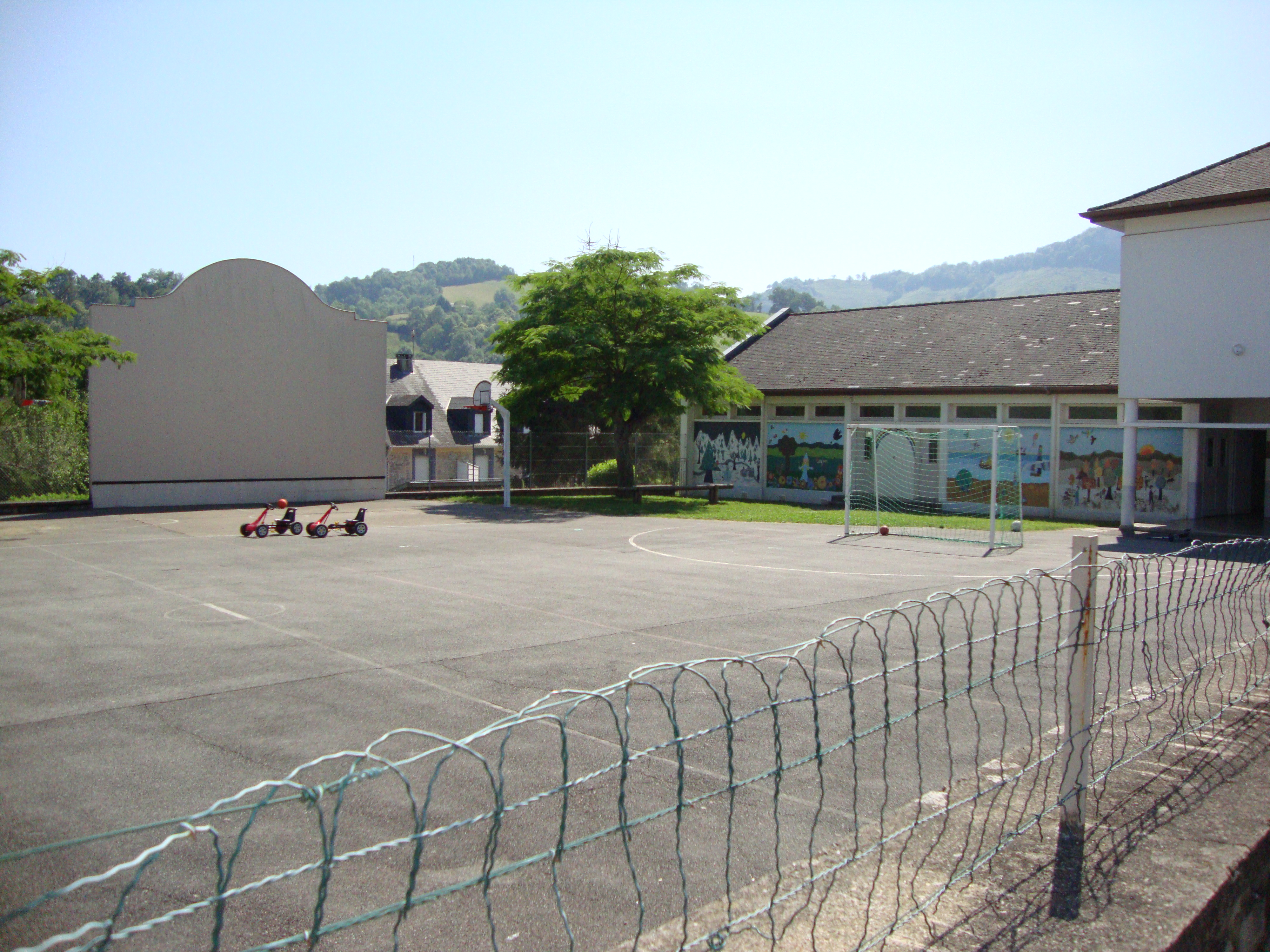
Школа и фронтон (площадка для игры в пелоту)
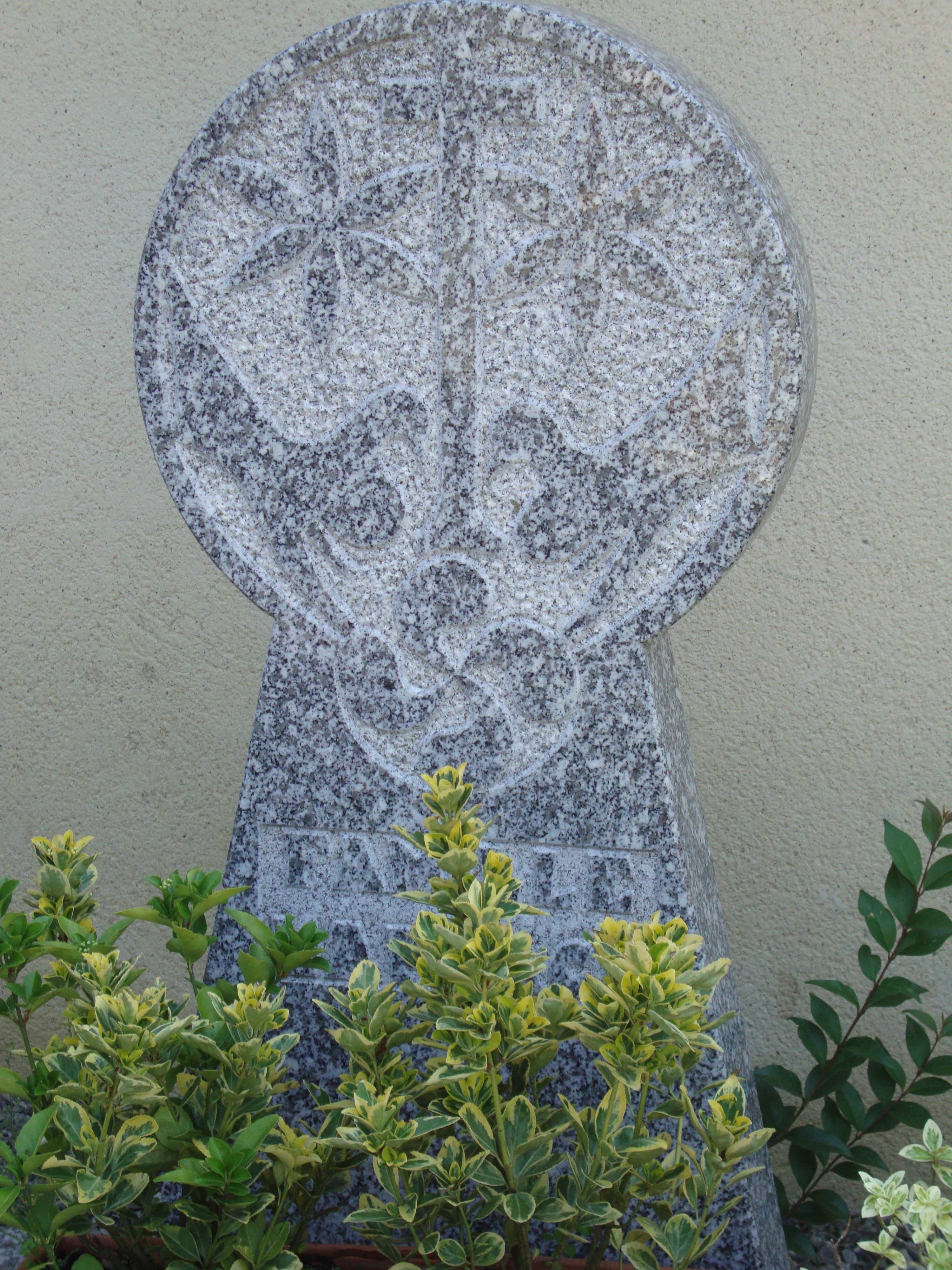
Баскская дискообразная стела
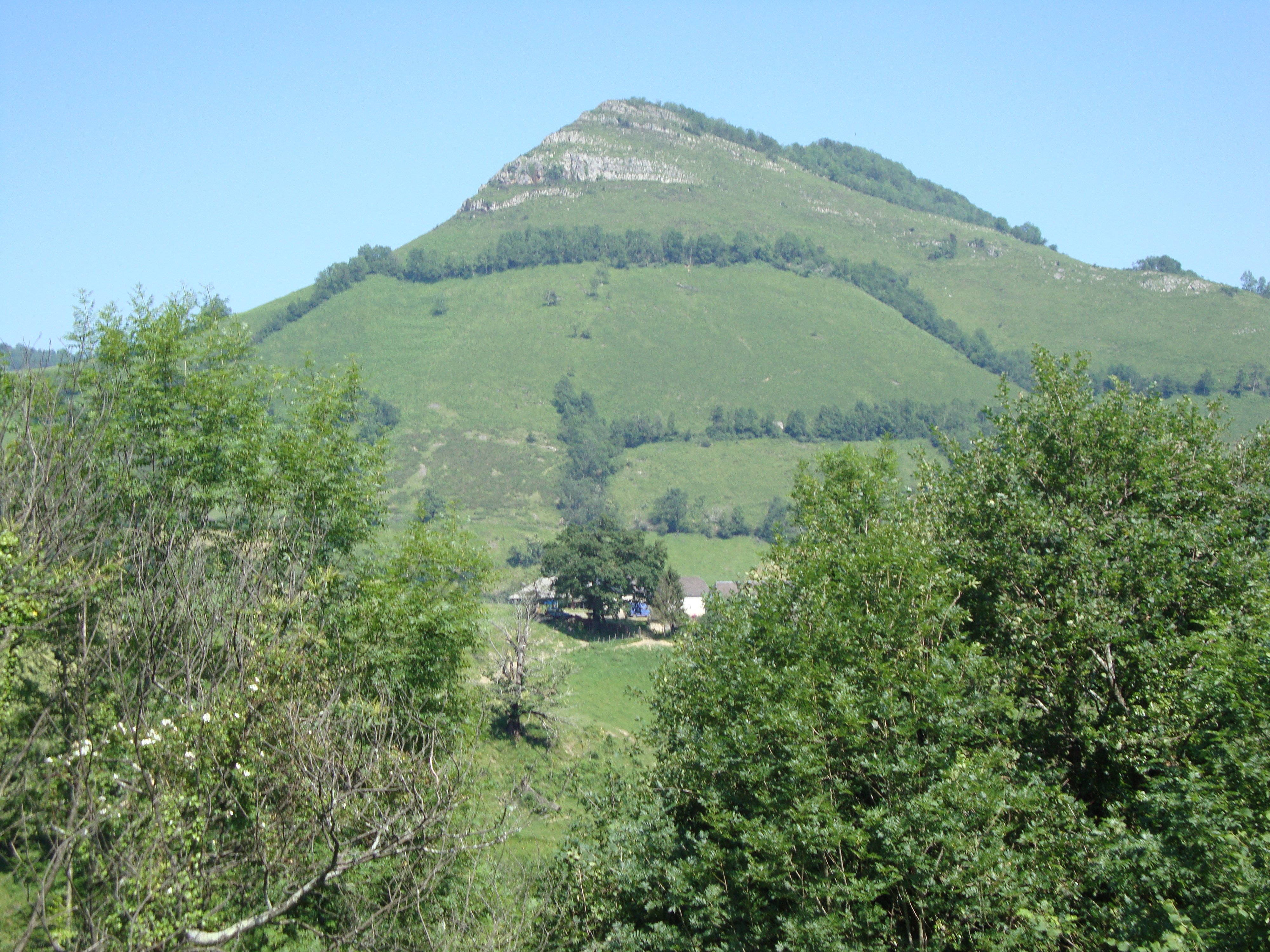
Гора Бегус